# Gaspero Ciacci
Gaspero Ciacci (Pitigliano, 20 aprile 1873 – Saturnia, 15 marzo 1944) è stato un politico italiano.
Laureato in giurisprudenza, Ciacci si occupò principalmente di agricoltura, sviluppando e portando avanti il progetto di bonifica agraria e di appoderamento delle proprietà terriere della propria famiglia tra Pitigliano e Manciano. Venne eletto in Parlamento per tre legislature (XXII, XXIII, XXIV). Il 9 giugno 1914 presentò un disegno di legge per la costituzione del comune di Castell'Azzara, distaccato da Santa Fiora, che fu approvato il 12 dicembre.
La sua personale collezione di reperti archeologici costituisce il nucleo principale del museo archeologico di Saturnia.